# Torre Blues Point
La Torre Blues Point (in inglese: Blues Point Tower) è un grattacielo residenziale di Sydney in Australia.

## Storia
I lavori di costruzione vennero completati nel 1962, facendo della torre l'edificio residenziale più alto d'Australia fino al 1970.
L'architetto che la progettò fu Harry Seidler, che aveva pianificato una riqualificazione ad alta densità per l'intero sobborgo di McMahons Point, dove sorge la torre. In risposta a una proposta del 1957 che suggeriva di destinare l'area all'uso industriale, Seidler propose invece di costruire centinaia di appartamenti, tutti con vista sull'acqua. Nonostante il rifiuto della proposta di zonizzazione industriale, il sostegno politico per il piano di Seidler svanì rapidamente e la Torre Blues Point fu l'unico elemento del progetto ad essere realizzato.
Seidler fu incaricato da Dick Dusseldorp, attraverso la sua azienda Civil & Civic. L'ufficio di cantiere dell'azienda durante i lavori di costruzione si trovava in una villa vittoriana degli anni 1870, chiamata Bellvue, che occupava precedentemente il sito.
Nel febbraio del 2011 un'antenna radar alta 6 metri è stata aggiunta alla sommità dell'edificio.

## Descrizione
L'edificio presenta uno stile internazionale.

## Galleria d'immagini

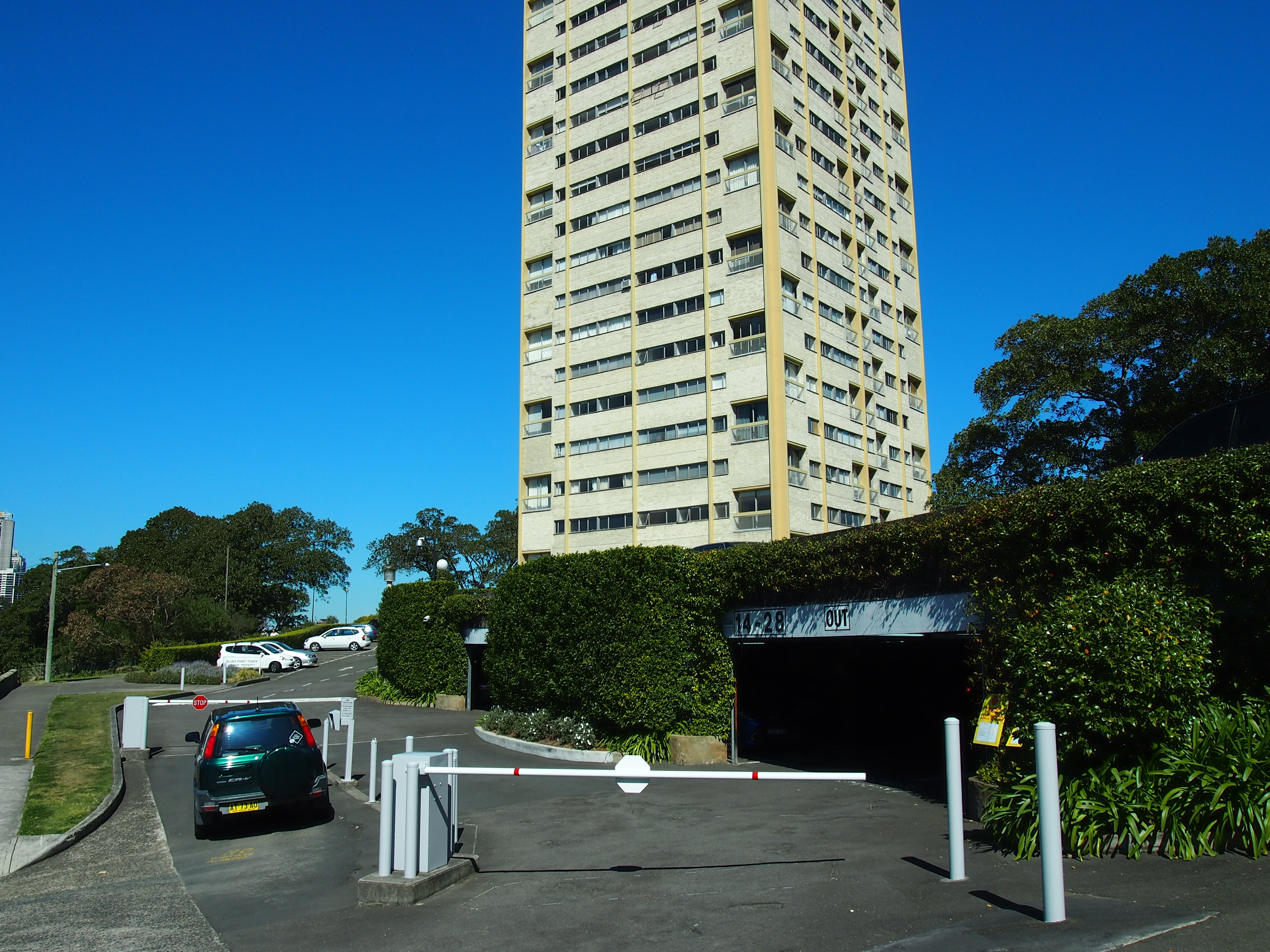
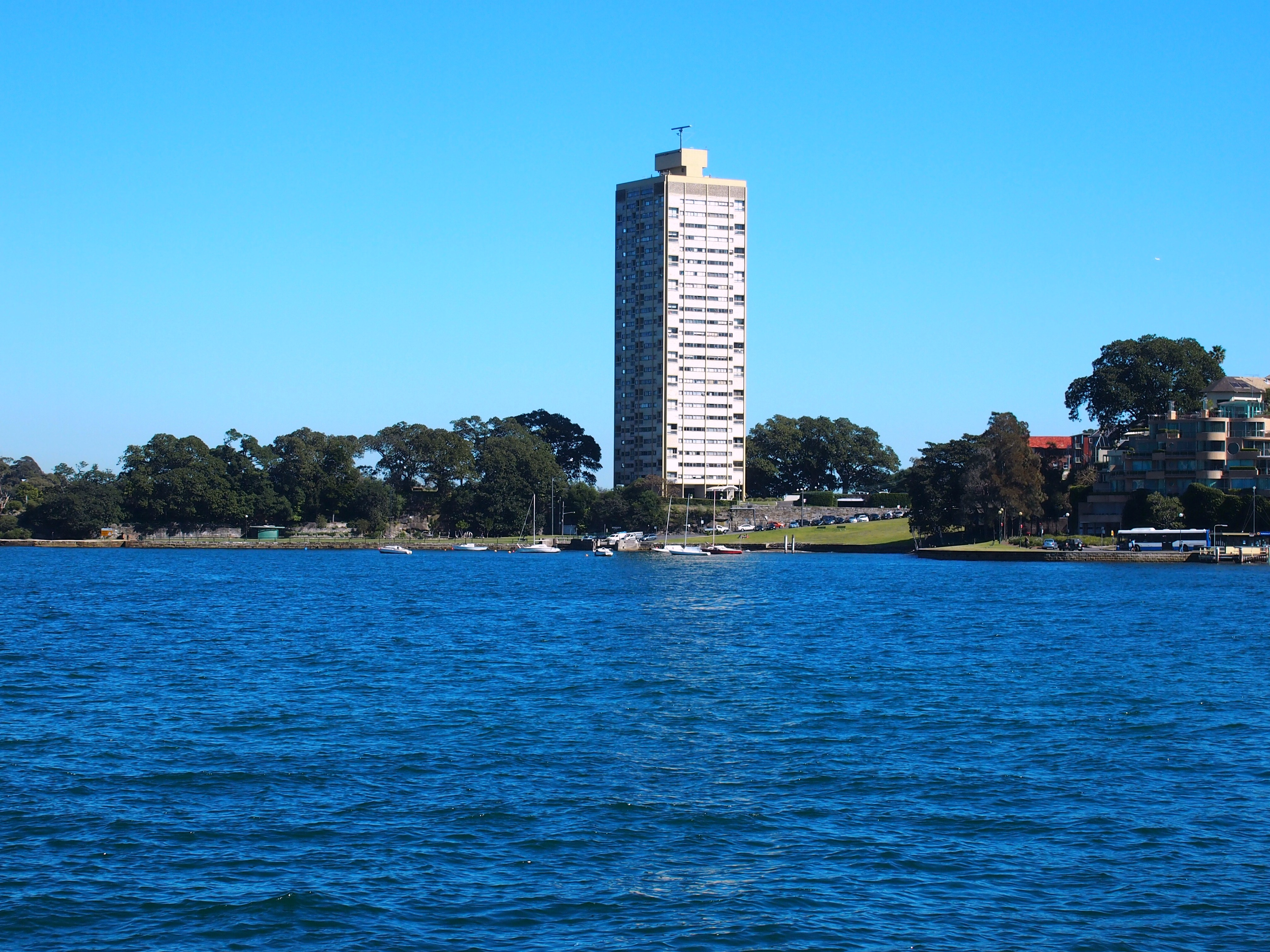
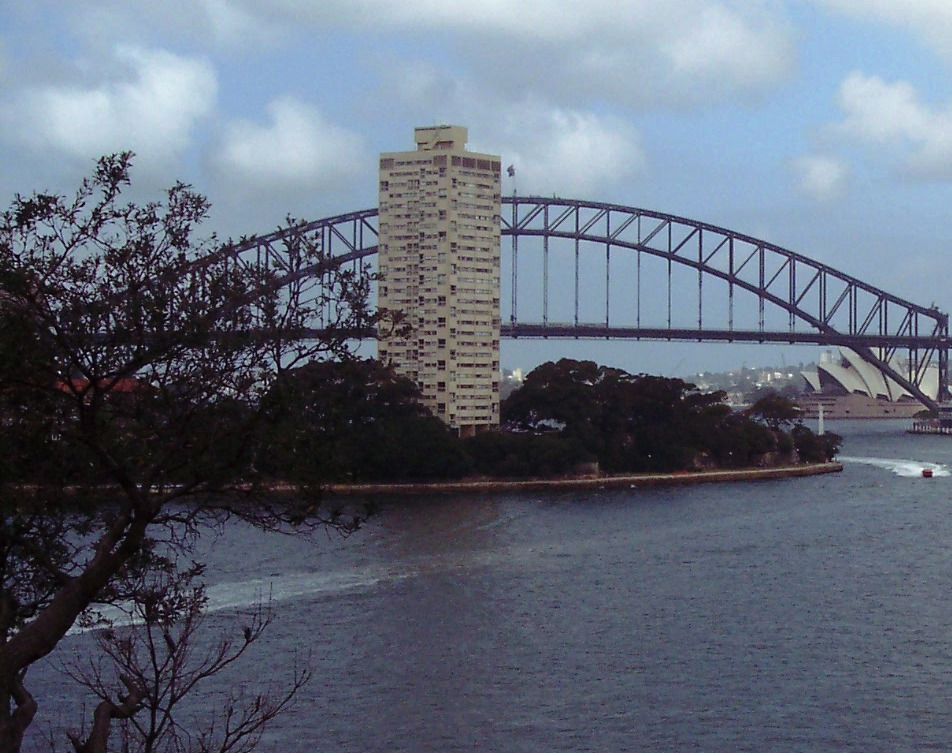